# Parque Nacional da Serra da Bocaina
O Parque Nacional da Serra da Bocaina localiza-se na divisa entre os estados do Rio de Janeiro e de São Paulo, na região Sudeste do Brasil. É um segmento da Serra do Mar.
O Parque Nacional da Serra da Bocaina foi criado por Decreto Federal em 1971, compreende uma área aproximada de 134 mil hectares e uma expressiva biodiversidade. A criação do parque teve como objetivo a implantação de um escudo de vegetação nativa, nas escarpas da Serra do Mar como proteção de um eventual acidente nuclear nas usinas de Angra I e II.
A sede do parque fica na cidade de São José do Barreiro, no Estado de São Paulo. É administrado pelo Instituto Chico Mendes de Conservação da Biodiversidade (ICMBio).
Entre a fauna do parque destacam-se a onça-pintada, suçuarana, preguiça-de-coleira, sagui-da-serra-escuro, e inúmeras espécies de aves.

## Atrações turísticas

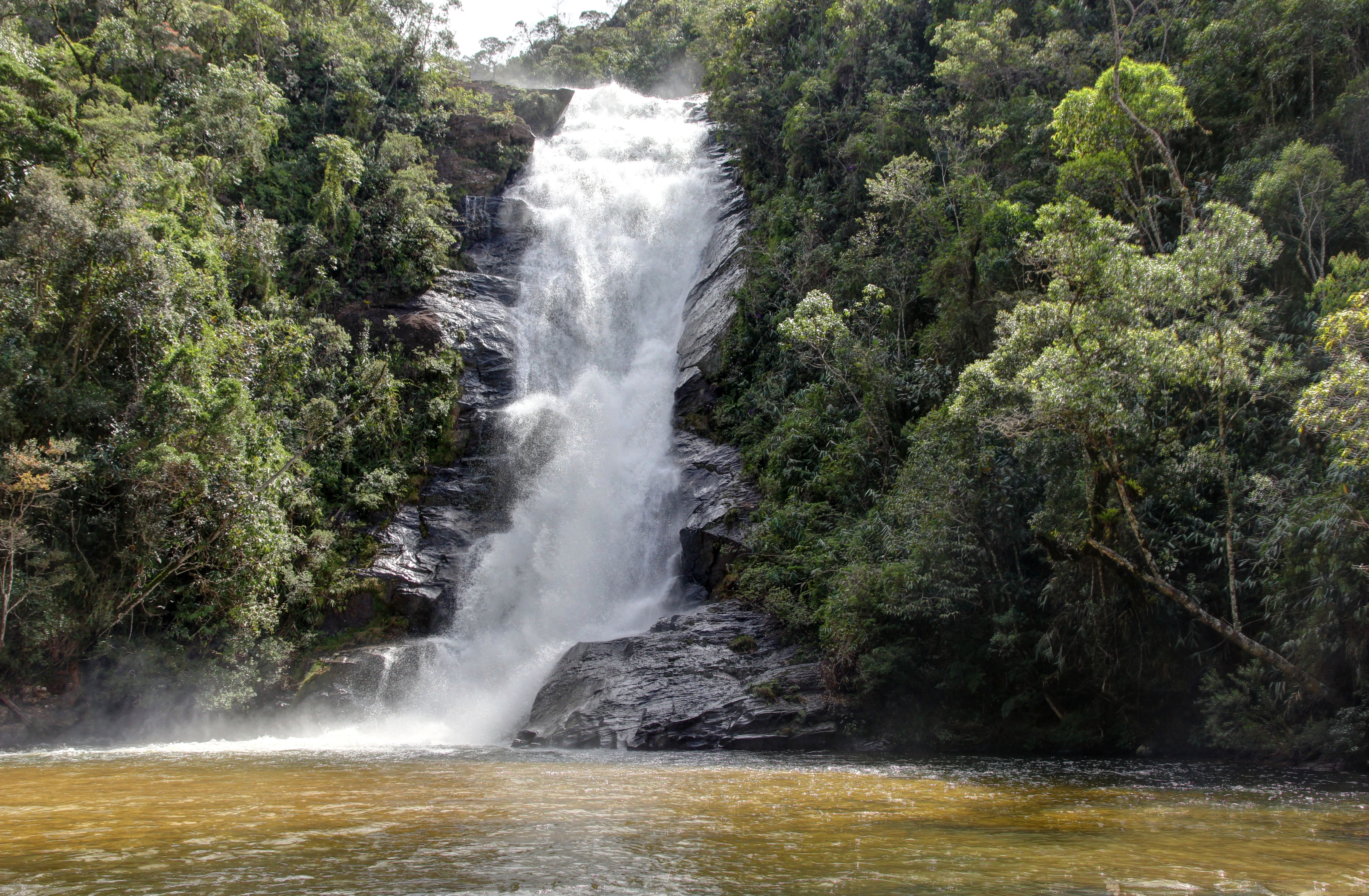
Cachoeira Santo Isidro.

O parque oferece uma ampla gama de atrações turísticas naturais, tais como a Cachoeira Santo Isidro, a  Cachoeira das Posses e mais no interior do parque, a Cachoeira dos Veados. A entrada do parque marca também o início do trecho final da Trilha do Ouro, com uma extensão de aproximadamente 73 quilômetros, e que termina na praia de Mambucaba, em Angra dos Reis.
O seu ponto mais elevado é o Pico do Tira o Chapéu, que alcança 2 088 metros acima do nível do mar, um dos pontos mais altos do Estado de São Paulo.

## Fauna

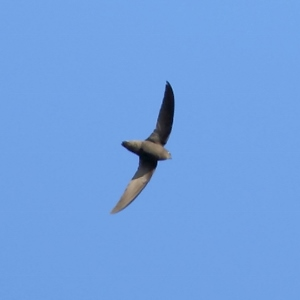
Andorinhão-do-temporal - observação de aves (Bird watching), uma de muitas atividades que podem ser desfrutadas pelos visitantes do Parque Nacional da Serra da Bocaina.

Das 156 espécies de mamíferos não voadores com distribuição para a Mata Atlântica listadas por Fonseca et al. (1996), existem no PNSB 40 espécies, sendo que 25% delas estão ameaçadas de extinção. Cinco espécies são endêmicas da Mata Atlântica: ouriço-cacheiro (Sphiggurus villosus), sagui-da-serra-escuro (Callithrix aurita), bugio (Alouatta fusca), macaco-prego (Cebus apella nigritus) e mono-carvoeiro (Brachyteles arachnoides). O mono-carvoeiro, considerado o maior primata da América, ainda é procurado por caçadores nas áreas em torno do Parque e é muito sensível a alterações do habitat. As florestas situadas em todo o gradiente altitudinal da Serra da Bocaina favorecem a concentração da grande maioria das espécies de mamíferos, como a lontra (Lontra longicaudis), o cateto (Pecari tajacu), queixada (Tayassu pecari), a anta (Tapirus terrestris), os felinos como a jaguatirica (Leopardus pardalis) e a onça-parda (Puma concolor) e canídeos como o cachorro-do-mato e lobo-guará.
O mono-carvoeiro (Brachyteles arachnoides), espécie de mamífero mais exigente em termos de estrutura de habitat, é encontrado dentro do PNSB em áreas de grotões de mata de difícil acesso, ainda em bom estágio de preservação. Outra espécie de primata, o sagui-da-serra-escuro (Callithrix aurita), também ameaçada de extinção, está presente em áreas de mata secundária em diversos estádios de sucessão. Espécies mais tolerantes a áreas abertas, como o furão (Galictis vittata), o veado-mateiro (Mazama americana) e o cachorro-do-mato (Cerdocyon thous), podem ser encontrados nas bordas de mata. A onça-parda (Puma concolor) possui uma grande área de vida e se desloca desde os diversos ambientes florestais até pastagens e Campos de Altitude. A presença desta espécie demonstra a importância da preservação das áreas de mata situadas dentro e fora dos limites do Parque.
Cerca de 294 espécies de aves foram registrados no parque, aliado à extensão e ao estado de preservação deste, são condições ideais para a atividade de observação de aves. Dentre as espécies de pássaros mais comuns destacam-se o murucututu-de-barriga-amarela, o andorinhão-do-temporal, a maria preta de bico azulado.

## Flora
Estima-se que 60% da vegetação seja composta por mata nativa (mata atlântica), e que o restante seja mata regenerada (secundária) há mais de 30 anos. Entre as espécies da flora destacam-se os araucárias, cedros, embaúbas, palmitos e bromélias.
Na região estão identificados três tipos de formações vegetacionais: floresta ombrófila densa, vegetação dominante; floresta ombrófila mista aonde são destaques o pinheiro-do-paraná (Araucaria angustifólia) e o pinheirinho-bravo (Podocarpus lambertii), e os campos de altitude.
Uma das espécies presentes na Floresta ombrófila densa é o palmito (Euterpe edulis), anteriormente freqüente, mas hoje considerado uma espécie rara e ameaçada de extinção devido ao extrativismo ilegal. Na Floresta ombrófila densa submontana destaca-se o xaxim (Dicksonia sellowiana), também raro e ameaçado de extinção devido ao extrativismo ilegal para confecção de vasos para plantas.